# Ladislav Mráz (politik)
Ladislav Mráz (* 4. října 1949) byl československý politik Komunistické strany Slovenska ze Slovenska maďarské národnosti a poslanec Sněmovny národů Federálního shromáždění za normalizace.

## Biografie
K roku 1981 se profesně uvádí jako vedoucí technického úseku. Ve volbách roku 1981 zasedl do slovenské části Sněmovny národů (volební obvod č. 115 - Lučenec, Středoslovenský kraj). Mandát obhájil ve volbách roku 1986 (obvod Lučenec). Ve Federálním shromáždění setrval do konce funkčního období, tedy do svobodných voleb roku 1990. Netýkal se ho proces kooptací do Federálního shromáždění po sametové revoluci.